# NHK G-Media 大相撲ジャーナル
『NHK G-Media 大相撲ジャーナル』（エヌエイチケイ・ジーメディア・おおずもうジャーナル）は、NHKグローバルメディアサービスが編集し、(株)アプリスタイルが発売していた大相撲の雑誌である。
NHKでは『大相撲中継』に連動する形で、長年NHKサービスセンターが『別冊グラフNHK』のち『別冊ステラ』として雑誌『大相撲中継』を発行していたが、2010年から2011年にかけての野球賭博や八百長などの不正事件の関係もあり、2010年12月発刊の初場所展望号を最後に休刊した。「相撲界を取り巻く現状を総合的に判断して休刊にした。本場所が再開され、かつNHKの大相撲中継が実施される場合、改めて発刊することを検討する」としていた。
休刊から2年が経過した2013年5月、名称を『NHK G-Media 大相撲ジャーナル』と改めて復刊。休刊前最後の編集長でもあり、長年大相撲の実況中継に携わった元アナウンサーの緒方喜治が続投する形で編集長に就任した。復刊について、緒方は「休刊中に1横綱・3大関が誕生するなど、相撲界の人気も上向いてきた」と説明している。
復刊当初は、各場所の番付発表にあわせて刊行という、隔月刊方式をとっていたが、2015年7月から月刊に移行した。
発行元については、創刊当初から2014年夏場所展望号（2014年4月売）まではイースト・プレスが担当していたが、同年名古屋場所展望号（6月売）以後はアプリスタイルに変更された。
2017年3月の春場所決算号をもって『NHK G-Media 大相撲ジャーナル』は終了し、NHKグローバルメディアサービスは2017年5月の夏場所展望号より新たに毎日新聞出版を版元とした新雑誌『NHK G-Media 大相撲中継』を発売することになった。またアプリスタイルも、新たに報知新聞社と提携し、元『大相撲』記者の長山聡が編集長を務める『スポーツ報知 大相撲ジャーナル』として継続発売することとした。その後、2020年7月号を最後に実質的に隔月刊（偶数月発売）に戻り、2021年10・11月合併号以後はスポーツ報知との提携関係も解消、冠なしの「大相撲ジャーナル」として引き続き刊行されている。
これにより、ベースボール・マガジン社『相撲』と合わせて3誌が競合する、2009年以前の状況と類似することになった。しかし2024年10・11月合併号をもって休刊となる。

## 紙面の体裁

### 主なコーナー
角界ジャーナル
日本の大相撲に造詣の深い相撲愛好家やスポーツジャーナリストらが毎回3人登場し、1つのテーマについての論説を行う。
特集
紙媒体の特性を生かし、大相撲の歴史や文化などについて取り上げる。
観戦ガイド
最新の全関取（十両・幕内）の名鑑。それに付随した現役の年寄衆、歴代立行司、相撲愛好家など月替りの3組による座談会も掲載される。
新・素顔総見
藤井康生が大相撲力士の素顔に迫るインタビュー記事。
発気よいレイコのSUMO SNS
横野レイコが力士の持っているブログやTwitter、Facebookなどのページを紹介する。

### その他
- 発行： 原則として偶数月20日発行→毎月30日発行（実際には番付発表日と千秋楽の3日後が基本＝『相撲』誌とそろえるようになっている）
- 定価： 税込み880円か980円
- サイズ：B5正寸・あじろ綴（背表紙付）128ページを基本